# Paolo és Vittorio Taviani
A Taviani testvérek, Paolo Taviani (San Miniato, 1931. november 8. – 2024. február 29.) és Vittorio Taviani (San Miniato, 1929. szeptember 20. – 2018. április 15.) olasz filmrendezők, forgatókönyvírók.

## Életük
Egyetemi tanulmányaikat a Pisai Egyetem jogi szakán végezték el. Színházi rendezőként indult pályájuk. 1950-ben Valentino Orsinival megalakították a pisai filmklubot. 1960–1962 között Rómában Joris Ivens asszisztensei voltak. 1962-től önállóan dolgoznak, műveiket mindig közösen jegyzik.

## Filmjeik
- Égetnivaló ember (1962)
- Törvényen kívüli házasok (1963)
- Felforgatók (1967)
- A skorpió jegyében (1969)
- Szent Mihálynak volt egy kakasa (1972)
- Allonsanfan (1973)
- Apámuram (1977)
- A rét (1979)
- Szent Lőrinc éjszakája (1982)
- Káosz (1984)
- Jó reggelt, Babilónia! (1987)
- Éjszakai nap (1990)
- Fiorile (1993)
- Vonzások és választások (1996)
- Te nevetsz (1998)
- Feltámadás (2001)
- Luisa Sanfelica (2004)
- Pacsirtavár (2007)

## Paolo Emilio Taviani könyve
- Kolumbusszal Amerikába, 1492; fordította: Tóth Éva; Helikon, Budapest, 1992

## Díjak
- berlini nemzetközi filmfesztivál díja (1972)
- Cannes-i Arany Pálma-díj (1977)
- Ezüst Szalag díj (1978, 1983, 1985)
- David di Donatello-díj (1978, 1983, 1985)
- a cannes-i zsűri nagydíja (1982)
- a francia filmkritikusok díja (1983)
- az amerikai filmkritikusok díja (1984)
- velencei Arany Oroszlán életműdíj (1986)
- Luchino Visconti-díj (1989)
- Pietro Bianchi-díj (1991)
- montreáli nagydíj (1996)
- Mar del Plata-i legjobb rendezés díja (1998)
- a moszkvai fesztivál nagydíja (2002)